# Lukáš Krajíček
Pour les articles homonymes, voir Krajíček.
Lukáš Krajíček (né le 11 mars 1983 à Prostějov en Tchécoslovaquie aujourd'hui ville de République tchèque) est un joueur professionnel tchèque de hockey sur glace.

## Biographie

### Carrière en club
Il joue en junior pour l'équipe du HC Zlín en 1998 puis l'année suivante, il part pour l'Amérique du Nord et rejoint l'équipe junior de la Ligue de hockey de l'Ontario, les Petes de Peterborough en 2000.
À l'issue de sa première saison dans l'OHL, il est nommé dans l'équipe type de la saison de l'OHL mais également dans celle de la Ligue canadienne de hockey. Logiquement, il participe au repêchage d'entrée dans la Ligue nationale de hockey et il est le premier choix des Panthers de la Floride, le 24e au total. Il ne rejoint pas pour autant les Panthers et reste encore une saison dans l'OHL.
Au cours de la saison 2001-2002, il joue tout de même cinq matchs avec l'équipe de la LNH et la saison suivante, il fait ses débuts dans la Ligue américaine de hockey avec le Rampage de San Antonio.
Il faut attendre la 2005-2006 pour réellement faire ses débuts dans la LNH avec les Panthers. Au cours de l'été qui va suivre, il prend la direction des Canucks de Vancouver au repêchage de 2006 et lui sont échangés en retour de Bryan Allen, Alex Auld et Todd Bertuzzi. Le 8 septembre, il signe un contrat d'un an, contrat renouvelé la saison suivante pour deux saisons de plus.

### Carrière internationale
Il représente la République tchèque lors des compétitions internationales suivantes :
- Championnat du monde junior
  - 2002 - 7e place
  - 2003 - 6e place
- Championnat du monde
  - 2006 -  Médaille d'argent
  - 2011 -  Médaille de bronze

## Statistiques
| Saison     | Équipe                 | Ligue         |     | Saison régulière | Saison régulière | Saison régulière | Saison régulière | Saison régulière |   | Séries éliminatoires | Séries éliminatoires | Séries éliminatoires | Séries éliminatoires | Séries éliminatoires |
| Saison     | Équipe                 | Ligue         | PJ  | B                | A                | Pts              | Pun              | PJ               | B | A                    | Pts                  | Pun                  |                      |                      |
| 1998-1999  | HC Zlín                | Extraliga Jr. | 48  | 9                | 14               | 23               |                  |                  |   |                      |                      |                      |                      |                      |
| 2000-2001  | Petes de Peterborough  | LHO           | 61  | 8                | 27               | 35               | 53               | 7                | 0 | 5                    | 5                    | 0                    |                      |                      |
| 2001-2002  | Petes de Peterborough  | LHO           | 55  | 10               | 32               | 42               | 56               | 6                | 0 | 5                    | 5                    | 6                    |                      |                      |
| 2001-2002  | Panthers de la Floride | LNH           | 5   | 0                | 0                | 0                | 0                |                  |   |                      |                      |                      |                      |                      |
| 2002-2003  | Petes de Peterborough  | LHO           | 52  | 11               | 42               | 53               | 42               | 7                | 0 | 3                    | 3                    | 0                    |                      |                      |
| 2002-2003  | Rampage de San Antonio | LAH           | 3   | 0                | 1                | 1                | 0                | 3                | 0 | 0                    | 0                    | 0                    |                      |                      |
| 2003-2004  | Rampage de San Antonio | LAH           | 54  | 5                | 12               | 17               | 24               |                  |   |                      |                      |                      |                      |                      |
| 2003-2004  | Panthers de la Floride | LNH           | 18  | 1                | 6                | 7                | 12               |                  |   |                      |                      |                      |                      |                      |
| 2004-2005  | Rampage de San Antonio | LAH           | 78  | 2                | 22               | 24               | 57               |                  |   |                      |                      |                      |                      |                      |
| 2005-2006  | Panthers de la Floride | LNH           | 67  | 2                | 14               | 16               | 50               |                  |   |                      |                      |                      |                      |                      |
| 2006-2007  | Canucks de Vancouver   | LNH           | 78  | 3                | 13               | 16               | 64               | 12               | 0 | 2                    | 2                    | 12                   |                      |                      |
| 2007-2008  | Canucks de Vancouver   | LNH           | 39  | 2                | 9                | 11               | 36               |                  |   |                      |                      |                      |                      |                      |
| 2008-2009  | Lightning de Tampa Bay | LNH           | 71  | 2                | 17               | 19               | 48               |                  |   |                      |                      |                      |                      |                      |
| 2009-2010  | Admirals de Norfolk    | LAH           | 15  | 0                | 6                | 6                | 8                |                  |   |                      |                      |                      |                      |                      |
| 2009-2010  | Lightning de Tampa Bay | LNH           | 23  | 0                | 1                | 1                | 21               |                  |   |                      |                      |                      |                      |                      |
| 2009-2010  | Flyers de Philadelphie | LNH           | 27  | 1                | 1                | 2                | 14               | 22               | 0 | 3                    | 3                    | 8                    |                      |                      |
| 2010-2011  | HC Trinec              | Extraliga     | 48  | 6                | 14               | 20               | 84               | 18               | 3 | 4                    | 7                    | 22                   |                      |                      |
| 2011-2012  | HK Dinamo Minsk        | KHL           | 40  | 2                | 12               | 14               | 34               | 4                | 0 | 0                    | 0                    | 6                    |                      |                      |
| 2012-2013  | HK Dinamo Minsk        | KHL           | 51  | 1                | 6                | 7                | 66               |                  |   |                      |                      |                      |                      |                      |
| 2013-2014  | HK Dinamo Minsk        | KHL           | 53  | 2                | 14               | 16               | 63               |                  |   |                      |                      |                      |                      |                      |
| 2014-2015  | HK Dinamo Minsk        | KHL           | 51  | 2                | 16               | 18               | 33               | 5                | 1 | 0                    | 1                    | 4                    |                      |                      |
| 2015-2016  | HK Dinamo Minsk        | KHL           | 44  | 0                | 8                | 8                | 58               | -                | - | -                    | -                    | -                    |                      |                      |
| 2016-2017  | HK Dinamo Minsk        | KHL           | 18  | 0                | 4                | 4                | 16               | -                | - | -                    | -                    | -                    |                      |                      |
| 2016-2017  | HC Trinec              | Extraliga     | 23  | 1                | 5                | 6                | 8                | 6                | 0 | 4                    | 4                    | 6                    |                      |                      |
| 2017-2018  | HC Trinec              | Extraliga     | 40  | 5                | 11               | 16               | 28               | 18               | 3 | 11                   | 14                   | 6                    |                      |                      |
| 2018-2019  | HC Trinec              | Extraliga     | 31  | 5                | 16               | 21               | 20               | -                | - | -                    | -                    | -                    |                      |                      |
| 2019-2020  | HC Trinec              | Extraliga     | 19  | 1                | 7                | 8                | 10               | -                | - | -                    | -                    | -                    |                      |                      |
| Totaux LNH | Totaux LNH             | Totaux LNH    | 328 | 11               | 61               | 72               | 245              | 34               | 0 | 5                    | 5                    | 20                   |                      |                      |